# Glyphodes zenkeralis
Glyphodes zenkeralis là một loài bướm đêm trong họ Crambidae.